# Sani Abacha
General Sani Abacha (født 20. september 1943 i Kano, Nigeria, død 8. juni 1998 i Abuja) var nigeriansk militær leder og politiker. Han var præsident i Nigeria fra 1993 til 1998. Han var militær uddannet i Storbritannien og Nigeria, og han trådte ind i det nigerianske forsvar i 1963. Han var aktiv i militærkuppene i 1983 og 1985, og ved det sidste blev han stabschef for hæren. I 1989 blev han Nigerias forsvarsminister.
Han kom til magten i 1993, da han som forsvarsminister gennemførte et militærkup, hvor han gik ind og tog magten i det meget splittede land. Han forbød de politiske partier og indførte diktatur. 